# Weathertech Sportscar Championship 2021
Weathertech Sportscar Championship 2021 är den åttonde säsongen av den nordamerikanska racingserien för sportvagnar och GT-bilar, Weathertech Sportscar Championship och sanktioneras av International Motor Sports Association. Säsongen omfattar 12 deltävlingar.

## Tävlingskalender
| Datum         | Bana         | Segrare DPi - Team                                                | Segrare LMP2 - Team                                       | Segrare GTLM - Team                          | Segrare GTD - Team                               |
| Datum         | Bana         | Segrare DPi - Förare                                              | Segrare LMP2 - Förare                                     | Segrare GTLM - Förare                        | Segrare GTD – Förare                             |
| ------------- | ------------ | ----------------------------------------------------------------- | --------------------------------------------------------- | -------------------------------------------- | ------------------------------------------------ |
| 30-31 januari | Daytona      | Konica Minolta Acura                                              | Era Motorsport with IDEC Sport                            | Corvette Racing                              | HTP Winward Motorsport                           |
| 30-31 januari | Daytona      | Filipe Albuquerque Helio Castroneves Alexander Rossi Ricky Taylor | Paul-Loup Chatin Ryan Dalziel Dwight Merriman Kyle Tilley | Nick Catsburg Antonio García Jordan Taylor   | Indy Dontje Philip Ellis Maro Engel Russell Ward |
| 20 mars       | Sebring      | JDC-Mustang Sampling Racing                                       | PR1/Mathiasen Motorsports                                 | WeatherTech Racing                           | Pfaff Motorsports                                |
| 20 mars       | Sebring      | Sébastien Bourdais Loïc Duval Tristan Vautier                     | Scott Huffaker Mikkel Jensen Ben Keating                  | Matt Campbell Mathieu Jaminet Cooper MacNeil | Lars Kern Zach Robichon Laurens Vanthoor         |
| 16 maj        | Mid-Ohio     | Konica Minolta Acura                                              | Inga deltagare                                            | Inga deltagare                               | Turner Motorsport                                |
| 16 maj        | Mid-Ohio     | Filipe Albuquerque Ricky Taylor                                   | Inga deltagare                                            | Inga deltagare                               | Bill Auberlen Robby Foley                        |
| 12 juni       | Belle Isle   | Cadillac Chip Ganassi Racing                                      | Inga deltagare                                            | Corvette Racing                              | Heart of Racing Team                             |
| 12 juni       | Belle Isle   | Kevin Magnussen Renger van der Zande                              | Inga deltagare                                            | Tommy Milner Nick Tandy                      | Roman De Angelis Ross Gunn                       |
| 27 juni       | Watkins Glen | Mazda Motorsport                                                  | WIN Autosport                                             | Corvette Racing                              | Turner Motorsport                                |
| 27 juni       | Watkins Glen | Jonathan Bomarito Oliver Jarvis Harry Tincknell                   | Thomas Merrill Tristan Nunez Steven Thomas                | Antonio García Jordan Taylor                 | Bill Auberlen Robby Foley Aidan Read             |
| 2 juli        | Watkins Glen | Whelen Engineering Racing                                         | PR1/Mathiasen Motorsports                                 | Corvette Racing                              | Vasser-Sullivan Racing                           |
| 2 juli        | Watkins Glen | Pipo Derani Felipe Nasr                                           | Mikkel Jensen Ben Keating                                 | Antonio García Jordan Taylor                 | Jack Hawksworth Aaron Telitz                     |
| 17 juli       | Lime Rock    | Inga deltagare                                                    | Inga deltagare                                            | Corvette Racing                              | Heart of Racing Team                             |
| 17 juli       | Lime Rock    | Inga deltagare                                                    | Inga deltagare                                            | Antonio García Jordan Taylor                 | Roman De Angelis Ross Gunn                       |
| 8 augusti     | Road America | Whelen Engineering Racing                                         | Era Motorsport with IDEC Sport                            | WeatherTech Racing                           | Pfaff Motorsports                                |
| 8 augusti     | Road America | Pipo Derani Felipe Nasr                                           | Ryan Dalziel Dwight Merriman                              | Matt Campbell Cooper MacNeil                 | Zach Robichon Laurens Vanthoor                   |
| 12 september  | Laguna Seca  | Konica Minolta Acura                                              | PR1/Mathiasen Motorsports                                 | Corvette Racing                              | Pfaff Motorsports                                |
| 12 september  | Laguna Seca  | Filipe Albuquerque Ricky Taylor                                   | Mikkel Jensen Ben Keating                                 | Tommy Milner Nick Tandy                      | Zach Robichon Laurens Vanthoor                   |
| 25 september  | Long Beach   | Whelen Engineering Racing                                         | Inga deltagare                                            | Corvette Racing                              | Paul Miller Racing                               |
| 25 september  | Long Beach   | Pipo Derani Felipe Nasr                                           | Inga deltagare                                            | Tommy Milner Nick Tandy                      | Bryan Sellers Madison Snow                       |
| 9 oktober     | Virginia     | Inga deltagare                                                    | Inga deltagare                                            | Corvette Racing                              | Pfaff Motorsports                                |
| 9 oktober     | Virginia     | Inga deltagare                                                    | Inga deltagare                                            | Tommy Milner Nick Tandy                      | Zach Robichon Laurens Vanthoor                   |
| 13 november   | Road Atlanta | Mazda Motorsport                                                  | Tower Motorsport by Starworks                             | WeatherTech Racing                           | Heart of Racing Team                             |
| 13 november   | Road Atlanta | Jonathan Bomarito Oliver Jarvis Harry Tincknell                   | Gabriel Aubry John Farano James French                    | Matt Campbell Mathieu Jaminet Cooper MacNeil | Roman De Angelis Ross Gunn Ian James             |

## Slutställning
| Klass | Förare                         | Team                      |
| ----- | ------------------------------ | ------------------------- |
| DPi   | Pipo Derani Felipe Nasr        | Whelen Engineering Racing |
| LMP2  | Mikkel Jensen Ben Keating      | PR1/Mathiasen Motorsports |
| GTLM  | Antonio García Jordan Taylor   | Corvette Racing           |
| GTD   | Zach Robichon Laurens Vanthoor | Pfaff Motorsports         |